# Бриджвотер (Массачусетс)
Бриджвотер (англ. Bridgewater) — місто (англ. city) в США, в окрузі Плімут штату Массачусетс. Населення — 28 633 особи (2020).

## Демографія
Згідно з переписом 2010 року, у місті мешкали 26 563 особи в 7995 домогосподарствах у складі 5741 родини. Було 8336 помешкань
Расовий склад населення:
| - 91,0 % — білих - 4,9 % — чорних або афроамериканців - 1,2 % — азіатів - 0,2 % — корінних американців - 1,1 % — осіб інших рас |

До двох чи більше рас належало 1,6 %. Частка іспаномовних становила 3,2 % від усіх жителів.
За віковим діапазоном населення розподілялося таким чином: 19,5 % — особи молодші 18 років, 70,1 % — особи у віці 18—64 років, 10,4 % — особи у віці 65 років та старші. Медіана віку мешканця становила 36,7 року. На 100 осіб жіночої статі у місті припадало 106,2 чоловіків;  на 100 жінок у віці від 18 років та старших — 106,2 чоловіків також старших 18 років.
Середній дохід на одне домашнє господарство  становив 112 490 доларів США (медіана — 88 640), а середній дохід на одну сім'ю — 131 329 доларів (медіана — 112 409). Медіана доходів становила 66 947 доларів для чоловіків та 48 285 доларів для жінок. За межею бідності перебувало 9,5 % осіб, у тому числі 9,5 % дітей у віці до 18 років та 5,1 % осіб у віці 65 років та старших.
Цивільне працевлаштоване населення становило 14 732 особи. Основні галузі зайнятості: освіта, охорона здоров'я та соціальна допомога — 25,7 %, роздрібна торгівля — 16,2 %, мистецтво, розваги та відпочинок — 11,8 %, науковці, спеціалісти, менеджери — 9,5 %.